# CATIA
CATIA (Computer-Aided Three-Dimensional Interactive Application) ist ein CAD-System der französischen Firma Dassault Systèmes, das ursprünglich für den Flugzeugbau entwickelt wurde und sich heute in verschiedenen Branchen etabliert hat.

## Funktionalität (Auswahl)
Der Konstruktionsprozess umfasst in CATIA die Erstellung dreidimensionaler Modelle sowie die Ableitung dazugehöriger zweidimensionaler Zeichnungen. Darüber hinaus gibt es zusätzliche Module, die Funktionalitäten wie z. B. DMU-Untersuchungen, Kinematik, Kabelbaumkonstruktion, Composite Design, FEM-Berechnungen und NC-Programmierung bieten.

Die Funktionalität gliedert sich in Arbeitsumgebungen bzw. Module (workbenches) nach denen die Befehle geordnet sind:
- Photo Studio: Befehle zur Erzeugung von hochwertigen Renderingbildern
- Real time rendering: Befehle zur Erstellung von Echtzeitrenderingbildern
- Part design: Befehle zur parametrisch-assoziativen Erstellung von Volumenkörpern
- Sheet Metal Design: Blechkonstruktion
- Assembly Design: Befehle zum parametrisch-assoziativen Zusammenfügen von Einzelteilen zu einer „Baugruppe“
- Sketcher: Befehle zum parametrisch-assoziativen Erstellen von Skizzen
- Drafting: Befehle zum Erstellen von druckreifen Zeichnungsblättern
- Structure Design: Befehle zur Erstellung von Metallkonstruktionen
- Freestyle: Befehle zur dynamischen Erstellung von nicht parametrisch-assoziativen Freiformflächen (insbesondere NURBS-Flächen). Dazu zählen vor allem das Erstellen von Kurven (3D-Kurven, Isoparametrische Kurven etc.), das Erstellen von Flächen (4-Punkt-Fläche, Erstellung mittels Extrude, Rotate etc.), das Bearbeiten von Flächen und Kurven (vor allem das Verformen mittels Kontrollpunkten). Darüber hinaus gibt es umfangreiche Analysewerkzeuge (Flächenkrümmungsanalyse, Schnittebenenanalyse, Flächenanalyse mittels Isophoten etc.)
- Generative Shape Design: Befehle zur Erstellung von parametrisch-assoziativen (prozeduralen) Flächen. Dazu gehören vor allem Befehle zum Erstellen von Drahtgeometrie (Punkte, Linien, Kurven etc.), zum Erstellen von Flächen (mittels Extrude, Loft, Sweep etc.), zur Bearbeitung von Flächen (mittels Verrundungen, Verformungen, Bombieren usw.). Des Weiteren gibt es einige Befehle zur Analyse von Flächen (z. B. Flächenkrümmungs-Analyse). Bei Bedarf können in weiterer Folge geschlossene Flächenverbände in der Part Design-Arbeitsumgebung in einen Körper umgewandelt werden. Die Assoziativität aus der Generative Shape Design-Arbeitsumgebung bleibt hierbei erhalten.
- Sketch Tracer: Befehle zum Importieren von Bildern als Vorlage zur Modellierung
- Imagine and Shape: Dynamische Freiformmodellierung von Flächen und Volumen auf Grundlage des Subdivision Surface Modeling
- Advanced Meshing Tools: Befehle zur Analyse von Flächen und Volumen auf Grundlage der Finite-Elemente-Methode

Version 5 und 3DEXPERIENCE haben eine Windows-typische Oberfläche. 

## Industrielle Anwendung
CATIA wird in der Luftfahrt- (u. a. Boeing, Airbus) und Automobilindustrie (u. a. BMW, Volkswagen-Konzern, Renault, PSA, Jaguar-Landrover, Ford, Toyota, Honda) sowie deren Zulieferern (z. B. Continental AG, Brose, Magna, SMP, SMIA) oder auch bei diversen Formel-1-Rennställen (z. B. Mercedes AMG F1 Team, McLaren Racing, Force India, Sauber F1 Team, Williams F1 in Kombination mit NX, Caterham F1 Team) als Standard-CAD-System eingesetzt. Mit CATIA arbeiten aber auch zahlreiche Unternehmen in anderen Branchen: im Energie- und Transportbereich (z. B. Alstom), in der Medizintechnik (z. B. Lawton), im Maschinen-, Anlagen- und Werkzeugbau (z. B. Schuler,  Arburg), im Bauwesen (z. B. Gehry Partners), im Schiffbau (z. B. Meyer Werft) und im Konsumgüterbereich (z. B. L’Oréal) sowie in der High-Tech-Branche (z. B. AMD, Clarion Malaysia).

## Geschichte

Historisches Logo

Beim französischen Flugzeughersteller Avions Marcel Dassault (heute Dassault Aviation) wurde 1969 damit begonnen, mit Hilfe der Computertechnologie interaktiv technische Zeichnungen zu erstellen. Bei der Entwicklung des Alpha Jet kamen diese Techniken erstmals zum Einsatz. Im Jahr 1974 kaufte Dassault eine der ersten Lizenzen des CAD-Programms CADAM (Computer Augmented Design And Manufacturing) von der Firma Lockheed, das bis dorthin nur ein zweidimensionales Programm war. Zu diesem CAD-Programm wurde 1978 von Dassault mit der Entwicklung eines dreidimensionalen Werkzeugs begonnen, das zunächst CATI (Conception Assistée Tridimensionelle Interactive) genannt und 1981 in CATIA (Computer Aided Three-dimensional Interactive Application) umbenannt wurde.
Es gab Bestrebungen, diese Eigenentwicklung auch an andere Firmen zu verkaufen. Daher wurde am 5. Juni 1981 die Konzerngesellschaft Dassault Systèmes gegründet. Mit IBM schloss Dassault Systemes ein Vertriebsabkommen für CATIA ab. Die erste CATIA-Version (CATIA V1) war 1982 ein Add-on für CADAM. Es erweiterte CADAM mit 3D-Funktionen und ermöglichte die Flächenmodellierung, die dann über NC-Programmierung weiterverwendet werden konnten.
Im Jahr 1984 wurde CATIA um Zeichnungsfunktionen erweitert und wurde damit unabhängig von CADAM. Die zweite Version (CATIA V2) wurde 1985 eingeführt. Drei Jahre später, im Jahre 1988, wurde die dritte CATIA-Version (CATIA V3) freigegeben. Dies war die erste Version, die auch auf Unix-Workstations (IBM 6150, später RS/6000) lief. 
Die vierte Version (CATIA V4) wurde 1993 fertiggestellt. Das Programm lief 1996 auf IBM AIX und auch auf Unix-Workstations von HP, SGI und SUN.
CATIA V5 wurde im Jahr 1999 vorgestellt. Die Version wurde auf der Windows-Plattform neu entwickelt und ermöglicht ein parametrisch assoziatives Konstruieren auf PC-Basis. Nicht nur die Bedienoberfläche, auch das Dateiformat wurde umfassend geändert. Es ist zwar möglich, Konstruktionen, die mit älteren Versionen erstellt wurden, einzulesen, die Weiterbearbeitung ist jedoch nur in begrenztem Umfang möglich. Mit Erscheinen des Release V5R16 stand 2005 erstmals eine reine 64-Bit-Version von CATIA V5 für Windows XP Professional x64 Edition zur Verfügung. Das Standard-Betriebssystem für die Releases bis V5-6R2015 (alias R25) ist Windows 7, seit 2016 wird auch Windows 10 für das Release V5-6R2016 unterstützt. Bei der Umstellung von V4 auf V5 wurden auf Druck des Marktes viele neue und moderne Bedien- und Datenkonzepte wie auch bei anderen vergleichbaren CAD-Systemen eingeführt. Dies zusammen mit dem Wechsel auf eine neue Benutzeroberfläche machte den Umstieg von CATIA V4 zu V5 schwierig.
Im Januar 2008 kündigte Dassault Systèmes seine Version 6-(V6-)Plattform unter dem Schlagwort „PLM 2.0 – PLM online for all“ an. In diesem Zuge wurde auch die CATIA Version 6 (3DEXPERIENCE) vorgestellt. CATIA V6 unterstützt die spartenübergreifende, virtuelle Konstruktion mit Systemengineering, Formenbau, mechanischer Konstruktion und Anlagenbau sowie der Wiederverwendung von unternehmenseigenem Wissen.
Version 5 als Filebased-Anwendung wird es trotzdem noch mehrere Jahre geben. Seit Release 22 oder offiziell V5-6R2012 steht eine neue Generation der Software zur Verfügung, da zusätzlich Funktionalitäten des V6- bzw. 3DEXPERIENCE-Kerns implementiert wurden. Somit kommen auch in die aktuellen Releases wesentliche Verbesserungen und Erweiterungen. Die Wartung (Fehlerbeseitigung und Anpassung an neue Infrastrukturbedingungen) soll bis mindestens 2026 gewährleistet sein. Die VW-Gruppe setzt das Release V5-6R2018 (R28) seit Mai 2019 ein, BMW plant dies für den Herbst 2019. Für den Übergang auf die 3DEXPERIENCE-Plattform stehen Migrationspfade zur Verfügung.
Die zurzeit in Deutschland am weitesten verbreitete Version ist weiterhin CATIA V5-6, sie findet vor allem Anwendung in der Automobil- und Zulieferindustrie, der Luft- und Raumfahrt-Industrie sowie bei deren Zulieferern.